# Meinkot

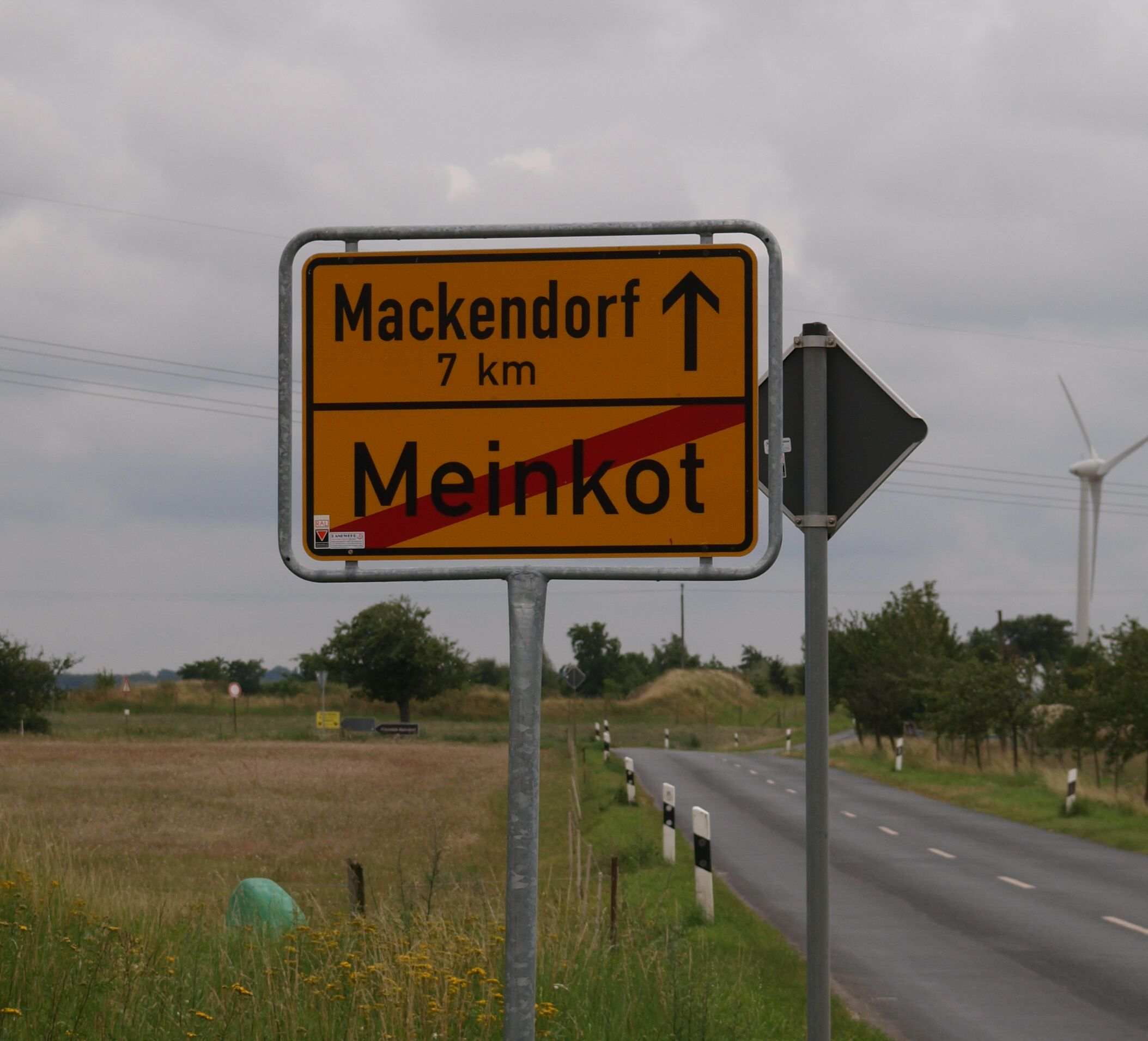
Ortsausgangsschild Richtung Mackendorf

Meinkot [ˈmaɪ̯nˌkɔtʰ] ist ein Ortsteil der niedersächsischen Gemeinde Velpke im Landkreis Helmstedt. Auf einer Fläche von 5 km² leben derzeit etwa 507 Einwohner (Stand: 2013).

## Geschichte
Erstmals wurde Meinkot im Jahre 1145 unter dem Namen Meincoten erwähnt. In einem Lehnsregister 1352 auch Menkothe genannt. Dier Herkunft des Namens ist unklar, mutmaßlich leitet er sich von den plattdeutschen Worten „meine Kate“ ab. Die Mühle, ein Lehen der Edelherren von Meinersen an die Brüder Jan und Heinrich V. von Oberg zu Oebisfelde, wurde von den beiden samt Lehnsgewere 1352 mit dem Pfarrer Jan zu Grafhorst gegen den Zehnt in Etzewole vertauscht.
Seit 1832 gehört Meinkot dem Landkreis Helmstedt an, war allerdings bis zur Eingliederung des Dorfes in die Gemeinde Velpke am 1. Juli 1972 eine eigenständige Gemeinde. 1970 wurde die Schule geschlossen.
Über Meinkot verlief im 18. und 19. Jahrhundert die Postroute Braunschweig–Calvörde.

## Wappen
Seit dem 25. August 2006 verfügt der Ort über ein eigenes Wappen, das der Schützenverein anlässlich seines 150-jährigen Bestehens den Bürgern von Meinkot als Dank für die gute Dorfgemeinschaft schenkte. Das von Blau und Gold gespaltene Wappen zeigt vorne eine goldene Zuckerrübe mit drei goldenen Blättern (als Zeichen für die Landwirtschaft im Ortsbereich) und hinten einen blauen Mühlstein mit Mühleisen (in Bezug auf eine Ortssage, in der ein Mühlstein eine wichtige Rolle spielt), darunter einen blauen Wellenbalken (als Hinweis auf diese Sage sowie den heute noch vorhandenen Dorfteich).

## Kultur / Vereine
Folgende Vereine, Verbände und Gruppen gibt es in Meinkot:

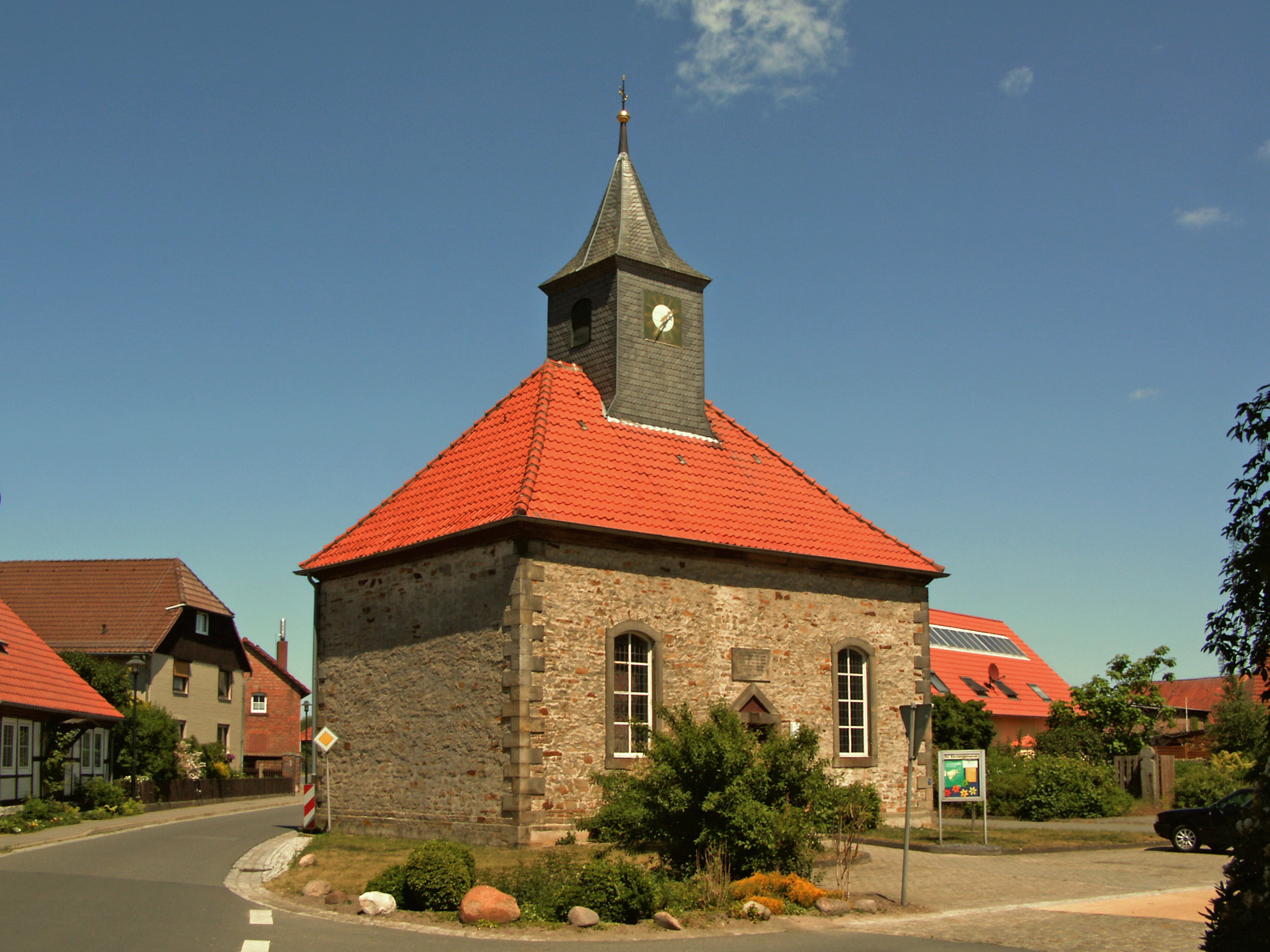
St.-Laurentius-Kirche

- Freiwillige Feuerwehr Meinkot
- Jugendfeuerwehr
- Schützenverein Meinkot 1856 e.V.
- Sportverein Meinkot e.V.

## Religionen
In Meinkot befindet sich die zum Gesamtpfarrverband Aller in Bahrdorf gehörende evangelische St.-Laurentius-Kirche. Für die katholischen Einwohner befindet sich die Kirche im 2 km entfernten Nachbarort Velpke.